# Bernhard Dernburg
Bernhard Dernburg est un homme politique et banquier allemand, né le 17 juillet 1865 à Darmstadt (grand-duché de Hesse) et mort le 14 octobre 1937 à Berlin (Allemagne).
Membre du DDP, il est ministre des Finances en 1919.

## Carrière dans la banque
Bernhard Dernburg est le fils de l'écrivain et homme politique Friedrich Dernburg (de), membre du Parti national-libéral, issu d'une famille juive et converti au luthéranisme. Il fait carrière dans le secteur bancaire, notamment à la Deutsche Bank, et devient directeur de la « Deutsche Treuhand-Gesellschaft » en 1889. Il rejoint ensuite la direction de la « Darmstädter Bank für Handel und Industrie ». En 1901, il fonde avec Hugo Stinnes la « Deutsch-Luxemburgische Bergwerks- und Hütten-AG », société qui devient l'une des plus importantes de son secteur. Il est membre du conseil d'administration de nombreuses sociétés industrielles importantes.

## Carrière politique
En 1906, Bernhard Dernburg entame une carrière politique et est élu au conseil fédéral de Prusse. En 1907, il devient secrétaire d'État aux Affaires coloniales et dirige l'office impérial aux Colonies, où il mène une politique réformatrice. Il démissionne lors de la chute du gouvernement Bülow en 1910. En 1914 et 1915, alors que l'Allemagne est en guerre avec la Grande-Bretagne, il travaille aux États-Unis pour défendre les points de vue allemands dans le cadre d'une campagne de propagande contre l'Angleterre.
Après la Première Guerre mondiale, Bernhard Dernburg fait partie des fondateurs du Parti démocrate allemand : il est membre de son conseil national et devient député à l'Assemblée nationale de Weimar. Du 17 avril au 20 juin 1919, il est membre du gouvernement de Philipp Scheidemann, en tant que ministre des Finances et vice-chancelier.
Il est député du Parti démocrate au Reichstag de 1920 à 1930. Il meurt à Berlin le 14 octobre 1937.

## Publications
- Koloniale Finanzprobleme, 1907
- Koloniale Lehrjahre, 1907
- Südwestafrikanische Eindrücke, 1909
- Industrielle Fortschritte in den Kolonien, 1909